# Bruno Venturini
Bruno Venturini (Carrara, Provincia de Massa y Carrara, Italia, 26 de septiembre de 1911 - Lecce, Provincia de Lecce, Italia, 7 de marzo de 1991) fue un futbolista italiano. Se desempeñaba en la posición de guardameta.

## Trayectoria
Bruno debutó a los 17 años en la temporada 1927-28, jugó un total de 5 partidos en lo que sería la Prima Divisione es decir la tercera división de Italia. Jugó un total de cincuenta partidos hasta que recibió un traspaso para ir a jugar a la A. C. F. Fiorentina donde debutó en la Serie A ganándole al Napoli por 1-0. Solo jugó un solo partido y lo llevaron a la Fiorentina B donde en aquel entonces ese club se encontraba en la Prima Divisione.
Pasó al Lucchese en la temporada 1933-34, tuvo un papel importante jugando así 31 partidos en una sola temporada. Volvió a la Serie A pero esta vez en el Sampierdarenese. Allí Venturini jugó un total de 80 partidos de la Liga. En su última temporada en el Sampierdarenese ya no iba a ser tenido en cuenta y además no pudo jugar ni un solo partido es por eso que fue traspasado al Spezia Calcio que estaba en la Serie B ya con 29 años. Terminó su carrera en el Calcio Liguria en 1943. 

## Selección nacional
Fue internacional con la selección de fútbol de Italia en 4 ocasiones. Debutó el 3 de agosto de 1936, en un encuentro ante la selección de los Estados Unidos que finalizó con marcador de 1-0 a favor de los italianos.

## Clubes
| Club                       | País   | Año         |
| -------------------------- | ------ | ----------- |
| Carrarese Calcio           | Italia | 1927 - 1931 |
| A. C. F. Fiorentina        | Italia | 1931 - 1933 |
| A. S. Lucchese             | Italia | 1933 - 1934 |
| Ginnastica Sampierdarenese | Italia | 1934 - 1940 |
| Spezia Calcio              | Italia | 1940 - 1941 |
| A. C. Liguria              | Italia | 1941 - 1943 |